# کلکووا
کلکووا (به صربی: Klekova) یک روستا در صربستان است که در ایوانئیتسا واقع شده‌است.
 کلکووا ۱۰٫۱۷ کیلومتر مربع مساحت و ۸۹ نفر جمعیت دارد.